# Qui chauffe le lit de ma femme ?
Pour les articles homonymes, voir La Cage dorée.
Pour plus de détails, voir Fiche technique et Distribution.
Qui chauffe le lit de ma femme ? ou La Cage dorée ou 'Toubib or not toubib' (Cattivi pensieri) est une comédie érotique italienne réalisée par Ugo Tognazzi et sortie en 1976.

## Synopsis
L'avocat milanais Mario Marani, contraint de rentrer chez lui parce que son voyage en avion a été annulé à cause du brouillard, trouve sa femme Francesca endormie et se rend compte qu'une personne se cache dans le placard.
Convaincu qu'il s'agit de son amant, il ferme tranquillement le placard à clef et, le lendemain matin, part avec elle pour un long voyage à travers l'Italie. Chaque ami qu'il rencontre et chaque souvenir renforce en lui sa conviction qu'elle lui a été infidèle.
De retour à Milan au terme de ce long voyage, ils découvrent que la personne enfermée dans la réserve est le fils du portier, qui s'était introduit dans la maison pour leur voler leurs fusils.
Marani part pour ce voyage d'affaires, reporté au début du film en raison du mauvais temps, avec sa maîtresse à ses côtés et en continuant à penser aux infidélités supposées de sa femme.

## Fiche technique
- Titre français : Qui chauffe le lit de ma femme ? ou La Cage dorée ou Toubib or not toubib[1]
- Titre original italien : Cattivi pensieri[2],[3],[4]
- Réalisation : Ugo Tognazzi
- Scenario : Antonio Leonviola, Ugo Tognazzi
- Dialogues : Enzo Jannacci, Beppe Viola
- Photographie :	Alfio Contini
- Montage : Nino Baragli
- Musique : Armando Trovajoli
- Décors : Giovanni Natalucci (it)
- Costumes : Luca Sabatelli (it)
- Production : Edmondo Amati, Maurizio Amati, Carlo Moscovini
- Société de production : New Film Production
- Société de distribution : Fida (Italie)
- Pays de production :  Italie
- Langue originale : Italien
- Format : Couleurs par Telecolor - Son mono - 35 mm
- Durée : 90 minutes
- Genre : Comédie érotique italienne
- Dates de sortie :
  - Italie : 26 octobre 1976
  - France : 1er mars 1978[1]

## Distribution
- Ugo Tognazzi : Mario Marani
- Edwige Fenech : Francesca Marani
- Luc Merenda : Recrosio
- Piero Mazzarella : porteur
- Paolo Bonacelli : Antonio Marani
- Yanti Somer : Paola
- Mara Venier : Mme Bocconi
- Laura Bonaparte : la maîtresse de Recrosio
- Mircha Carven : Lorenzo Macchi
- Pietro Brambilla (it) : Duccio
- Veruschka : l'amante de Mario
- Orazio Orlando : avocat de Borderò
- Massimo Serato Carlo Bocconi
- Mario Bernardi
- Egidio Casolari
- Anna Maria Contini
- Vincenza Lambarella
- Libera Martinelli
- Augusto Mazzotti
- Guido Nicheli : hôte
- Beppe Viola : commissaire de police
- Franco Odoardi : cadre de la Confindustria
- Angelo Pellegrino : assistant de Confindustria
- Giuseppe Santobuono
- Ricky Tognazzi : Gino
- Gino Uras